# ている・ている
『ている・ている』（tail tale）は、2003年12月12日にオービットのCLOVERブランドより発表されたアダルトゲーム。

## ストーリー
銀太は大病院の獣医科で数年間の修行時代を経たのち、動物病院を独立開業する。
六冥館と呼ばれる古ぼけた木造アパートで開業することになった銀太のもとにはなぜか患者は一人もやってこない。
その代わり、六冥館の住人であるもののけたちが治療を求めてやってくる。

## キャラクター
銀太
六冥館で開業することになった獣医。医院の宣伝のため猫耳カチューシャ、猫尻尾、肉球手袋などをつけている。腕前は確かだが若干の理屈屋である。
ソロ
金色の毛並みを持つ猫又。典籍の守護神として和銅のころ日本へと渡ってきた。コマの姉で聡明な性格。
コマ
銀色の毛並みを持つ猫又。典籍の守護神として和銅のころ日本へと渡ってきた。ソロの妹。明るく勝気な性格。
ミン
多少どんくさく、おっとりほんわかした性格の女の子。タヌキの耳を持つ。駄菓子作りが得意。
伊織
ウサギが化けた巫女。明るく快活な性格で関西弁で話す。組紐職人。
ルルコ
水の精霊である川姫。
志乃
童心の幼子。銀太をお兄ちゃんと呼び慕う。
チキ
少女の姿をした門神であり、杏の老木の精霊。数百年間夏眠状態にあったが、銀太の手により目を覚ます。

## スタッフ
企画：中本穂積
シナリオ：中本穂積
原画：蓮
プログラム：DariosSawm　静弥
彩色設計／CGチーフ：ドレン・チェリー
グラフィック：ドレンチェリー　あす　soraga　カワサキテツヤ　あおいゆーじ　神瀬あから
背景：もか 
音楽：効果音：KIM’s　SOUNDROOM
スクリプト：さとち　中本穂積　西貝言羽　トニー
デバッグ：西貝言羽　中本穂積　トニー　さとち
広報：池パン
見回り奉行：エルフシュリットよしみつ
音声ディレクター：瑠璃芥
収録エンジニア：あっちゃん
収録スタジオ：H.B　STUDIO
音声編集：はぐれこあら純情派　ミニ・サップ　イノウエ3位　ノナソ　くま
スペシャルサンクス：秋咲鏡　西脇ゆぅり　はちわれ頭巾　貴ママ　ビッツ　梱包野郎Aチーム
ディレクター：さとち
プロデューサー：金田直樹
エグゼクティブプロデューサー：CARNELIAN

主題歌　「かぜのパラソル」 
歌：佐藤裕美
作詞：KIM&KAZ
作曲：KIM’s　SOUNDROOM
編曲：藤間仁（feel）